# Катастрофа Boeing 767 возле Коморских островов
Катастрофа Boeing 767 возле Коморских островов — крупная авиационная катастрофа, произошедшая в субботу 23 ноября 1996 года. Авиалайнер Boeing 767-260ER авиакомпании Ethiopian Airlines выполнял плановый рейс ET961 по маршруту Аддис-Абеба—Найроби—Браззавиль—Лагос—Абиджан, но через 20 минут после взлёта был захвачен тремя молодыми террористами-эфиопами, искавшими политического убежища в Австралии, куда они, захватив самолёт, потребовали его перенаправить, но через 3 часа и 46 минут после захвата лайнер совершил вынужденную аварийную посадку в Индийском океане в 457 метрах от побережья острова Нгазиджа (Коморские острова) из-за выработки авиатоплива, после которой разрушился и ушёл под воду. Из находившихся на его борту 175 человек (163 пассажира и 12 членов экипажа) выжили 50.
Катастрофа рейса 961 является одной из немногих документированных (была сделана видеозапись приводнения) посадок широкофюзеляжного самолёта на воду, при которых кто-либо из находившихся на борту выживал. До терактов 11 сентября 2001 года этот случай угона самолёта считался повлёкшим за собой наибольшее количество жертв среди случаев угона одного самолёта.

## Самолёт

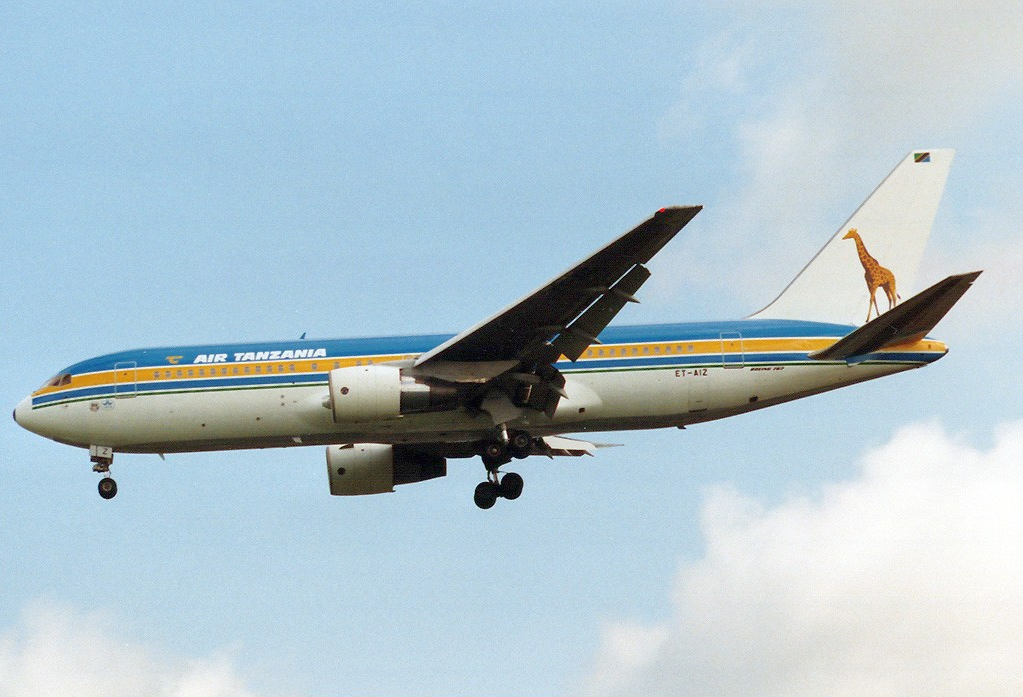
Разбившийся самолёт в 1991 году (в период эксплуатации в Air Tanzania)

Boeing 767-260ER (регистрационный номер ET-AIZ, заводской 23916, серийный 187) был выпущен в 1987 году (первый полёт совершил 17 сентября под тестовым б/н N6009F). 22 октября того же года был передан авиакомпании Ethiopian Airlines, в которой получил бортовой номер ET-AIZ и имя Zulu. С 24 мая 1991 года по 17 февраля 1992 года сдавался в лизинг авиакомпании Air Tanzania. Оснащён двумя турбовентиляторными двигателями Pratt & Whitney JT9D-7R4E. На день катастрофы 9-летний авиалайнер совершил 12 623 цикла «взлёт-посадка» и налетал 32 353 часа.

## Экипаж и пассажиры
Самолётом управлял опытный экипаж, состав которого был таким:
- Командир воздушного судна (КВС) — 42-летний Леул Абате (англ. Leul Abate). Очень опытный пилот, управлял самолётами DC-3, C-47, DHC-5 (в качестве второго пилота), Boeing 707, Boeing 720 (в качестве второго пилота, а затем бортинженера), DHC-6, Boeing 737 и Boeing 757 (в качестве КВС). В должности командира Boeing 767 — с 31 мая 1996 года (до этого управлял им в качестве второго пилота). Налетал 11 525 часов, 4067 из них на Boeing 767 (686 из них в качестве КВС).
- Второй пилот — 34-летний Йонас Мекурия (англ. Yonas Mekuria). Опытный пилот, управлял самолётами Boeing 707, Boeing 720 (в качестве бортинженера), DC-3, C-47 и Boeing 757. В должности второго пилота Boeing 767 — с 25 июля 1996 года. Налетал свыше 6570 часов, 3042 из них на Boeing 767.

В салоне самолёта работали 9 бортпроводников:
- Ешимебет Мескель (англ. Yeshimebet Meskel),
- Хайвот Тадесс (англ. Hiwot Tadesse),
- Джирмай Лемлем (англ. Girmay Lemlem),
- Цегереда Естифанос (англ. Tsegereda Estifanos),
- Йодит Себсайб (англ. Yodit Sebsibe),
- Техут Земедагегнеху (англ. Tehut Zemedagegnehu),
- Назеравит Амануэль (англ. Nazerawit Amanuel),
- Цехай Зеуде (англ. Tsehay Zewde),
- Зиме Гулима (англ. Sime Gulima).

Также в состав экипажа входил авиамеханик Шибеши Мелка (англ. Shibeshi Melka).
| Гражданство людей на борту | Гражданство людей на борту | Гражданство людей на борту | Гражданство людей на борту |
| Гражданство                | Пассажиры                  | Экипаж                     | Всего                      |
| -------------------------- | -------------------------- | -------------------------- | -------------------------- |
| Австрия                    | 1                          | 0                          | 1                          |
| Бельгия                    | 1                          | 0                          | 1                          |
| Бенин                      | 2                          | 0                          | 2                          |
| Великобритания             | 7                          | 0                          | 7                          |
| Венгрия                    | 1                          | 0                          | 1                          |
| Германия                   | 1                          | 0                          | 1                          |
| Джибути                    | 2                          | 0                          | 2                          |
| Египет                     | 1                          | 0                          | 1                          |
| Заир                       | 1                          | 0                          | 1                          |
| Индия                      | 20                         | 0                          | 20                         |
| Израиль                    | 8                          | 0                          | 8                          |
| Йемен                      | 1                          | 0                          | 1                          |
| Камерун                    | 2                          | 0                          | 2                          |
| Канада                     | 1                          | 0                          | 1                          |
| Кения                      | 14                         | 0                          | 14                         |
| Китай                      | 4                          | 0                          | 4                          |
| Республика Конго           | 5                          | 0                          | 5                          |
| Кот-д’Ивуар                | 1                          | 0                          | 1                          |
| Республика Корея           | 1                          | 0                          | 1                          |
| Лесото                     | 1                          | 0                          | 1                          |
| Либерия                    | 2                          | 0                          | 2                          |
| Мали                       | 12                         | 0                          | 12                         |
| Нигерия                    | 23                         | 0                          | 23                         |
| Пакистан                   | 1                          | 0                          | 1                          |
| Сомали                     | 1                          | 0                          | 1                          |
| США                        | 5                          | 0                          | 5                          |
| Сьерра-Леоне               | 1                          | 0                          | 1                          |
| Швейцария                  | 1                          | 0                          | 1                          |
| Швеция                     | 2                          | 0                          | 2                          |
| Шри-Ланка                  | 9                          | 0                          | 9                          |
| Уганда                     | 1                          | 0                          | 1                          |
| Украина                    | 4                          | 0                          | 4                          |
| Франция                    | 4                          | 0                          | 4                          |
| Чад                        | 1                          | 0                          | 1                          |
| Эфиопия                    | 7                          | 12                         | 19                         |
| Япония                     | 2                          | 0                          | 2                          |
| Всего                      | 163                        | 12                         | 175                        |

Всего на борту самолёта находились 175 человек — 12 членов экипажа и 163 пассажира.

## Хронология событий

### Вылет из Аддис-Абебы, захват
Рейс ET 961 вылетел из Аддис-Абебы в 08:09 UTC.
Через 20 минут после взлёта (в 08:29 UTC) один из пассажиров встал со своего места и проследовал к кабине пилотов, двое других последовали за ним. Он остановился в проходе и крикнул: Все должны сидеть, у меня есть бомба (англ. Everybody should be seated, I have a bomb). Затем угонщики открыли дверь кабины экипажа, ворвались внутрь и объявили, что самолёт захвачен, ударили второго пилота Мекурию по голове и выгнали его из кабины. Они схватили топор, огнетушитель и под угрозой взрыва самолёта приказали командиру Абате перенаправить лайнер в Австралию, где собирались искать политического убежища.
У КВС Абате был опыт в угонах — самолёт под его управлением захватывали 2 раза:
- Первый угон произошёл 12 апреля 1992 года (рейс ET574, самолёт Boeing 727). 2 угонщика с ручными гранатами вошли в кабину, Абате был вынужден лететь в Найроби.
- Второй угон произошёл 17 марта 1995 года (самолёт Boeing 737). Угонщики взяли в заложники стюардессу, вошли в кабину и сказали Абате лететь в Швецию.

В обоих случаях Абате благополучно посадил самолёты, никто не пострадал.
Угонщики рейса 961 были настойчивы в своём требовании, несмотря на убеждения КВС о том, что с таким запасом авиатоплива они не долетят до Австралии. КВС предложил угонщикам посадку в Момбасе для дозаправки, но они проигнорировали его слова и настаивали, что они узнали из бортового журнала, что Boeing 767 может лететь 11 часов без данной процедуры. КВС попытался объяснить разницу между написанным в журнале и состоянии, в котором они были на самом деле. Он сказал угонщикам, что авиатоплива хватит, чтобы долететь либо до Найроби, либо до Момбасы (при этом указав им на индикатор количества авиатоплива на панели управления), но угонщики всё равно настаивали, что если их требование не будет выполнено, они взорвут самолёт.
После двое угонщиков вышли и встали слева от двери в кабину экипажа. Один из них приказал бортпроводнику Естифаносу настроить переднюю панель оператора так, что он смог бы сделать объявление пассажирам. Объявление было сделано на трёх языках — амхарском, английском и французском; угонщики заявили, что взяли управление самолётом на себя, и если их требования не будут выполнены, то они взорвут самолёт.
Командир сообщил центру УВД Аддис-Абебы, что самолёт угнан, и ему приказано лететь в Австралию. В Аддис-Абебе в это время были установлены имена угонщиков рейса 961 — Алемайеху Бекели Белайнех (англ. Alemayehu Bekeli Belayneh), Матиас Соломон Белай (англ. Mathias Solomon Belay) и Султан Али Хусейн (англ. Sultan Ali Hussein); двое из них были безработными выпускниками средней школы, третий работал санитаром в больнице.
Лидер угонщиков приказал КВС связаться с аэропортом в Австралии. Он ответил, что не может этого сделать, и тогда угонщик, угрожая убить его, потребовал телефон. Затем угонщик запросил у авиадиспетчеров Аддис-Абебы расписание рейсов, пролистал несколько страниц в журнале и затем приказал связаться с аэропортом Найроби и передать сообщение в Австралию. В это время командир Абате имел возможность для информирования NACC о высоте полёта лайнера и уровне авиатоплива в баках. Потом он спросил угонщиков, будут ли они вести переговоры и готовы ли приземлиться для дозаправки, но снова получил отказ и тогда он сказал угонщикам, что они не смогут долететь и, скорее всего, упадут в море. Лидер угонщиков приказал КВС отключить связь, аргументируя это тем, что не желает вести переговоры ни на каких условиях (впоследствии Абате вспоминал, что угонщики знали, что не долетят до Австралии; они попросту хотели разбить самолёт).
Миновав Момбасу, рейс ET 961 направился в сторону Занзибара вдоль юго-восточного побережья Африки.

### Отклонение от курса, катастрофа
Пролетая мимо Дар-эс-Салама, лидер угонщиков попросил КВС снова связаться с авиадиспетчером в Австралии, но командир проинформировал местного диспетчера (в Танзании) о текущем курсе полёта и незаметно для угонщиков повернул самолёт налево в направлении Коморских Островов; лидер угонщиков в это время сидел в кресле второго пилота и пил виски, и КВС продолжал говорить ему о нехватке авиатоплива, но угонщики не осознавали опасность ситуации, в которой они оказались.
Вскоре на панели управления появилось предупреждение о низком уровне авиатоплива. КВС сказал угонщикам, что вынужден посадить самолёт из-за низкого уровня авиатоплива, но угонщики только настаивали на том, чтобы лайнер не снижался ниже эшелона FL390. Примерно в 11:41 UTC отказал двигатель №2 (правый). Вскоре угонщик покинул кресло второго пилота и подошёл к двери кабины, чтобы обсудить ситуацию с двумя другими угонщиками; воспользовавшись этим, КВС обратился к пассажирам:

Дамы и господа, это ваш пилот, у нас закончилось топливо, и мы сейчас теряем один двигатель, и мы ожидаем аварийной посадки, и это всё, что я должен сказать. Мы потеряли уже один двигатель, и я прошу всех пассажиров… отреагировать… на угонщиков.
Оригинальный текст (англ.)Ladies and gentlemen, this is your pilot, we have run out of fuel, and are losing one engine at this time, and we are expecting crash landing, and that is all I have to say. We have lost already one engine, and I ask all passengers… to react…... to the hijackers.

После отказа двигателя №2 КВС начал снижать самолёт, чтобы увеличить скорость, но угонщик вмешался в управление самолёта и в итоге отключил автопилот. Траектория полёта рейса 961 стала крайне неустойчивой из-за неправильного управления, осуществлённого угонщиками. Когда командир восстановил управление самолётом, отказал двигатель №1 (левый), а примерно через 2 минуты после этого оба бортовых самописца прекратили запись. Второй пилот, находившийся в салоне бизнес-класса, встал и через правый проход направился к хвостовой части самолёта, где он увидел, что на многих пассажирах эконом-класса уже были надеты спасательные жилеты и что некоторые уже надули их; он вместе с бортпроводниками помог пассажирам спустить жилеты и показал им, как следует их надуть и какую позу занять при аварийной посадке; ближе к носовой части лайнера они повторяли одни и те же инструкции по несколько раз, но они были даны только на английском языке и (предположительно) некоторые пассажиры могли их не понять.
Примерно менее чем за 2 минуты до катастрофы (в 12:13) второй пилот пробился к кабине и сказал: Позвольте мне помочь командиру, и хотя угонщики позволили второму пилоту занять рабочее место, они всё ещё продолжали вмешиваться в управление. Рейс 961 летел над Индийским океаном, приближаясь к побережью острова Нгазиджа.

Диаграмма травм пассажиров рейса 961 (ECAA) в зависимости от их местонахождения

В момент приводнения лайнер находился на высоте 45 метров и летел на скорости 370 км/ч, а угонщики покинули кабину пилотов. Но в самый последний момент левое крыло опустилось вниз и пилоты не успели выровнять самолёт; при соприкосновении с водой он слегка повернул влево, сначала ударившись о воду концом левого крыла, а затем зачерпнув воду двигателем №1. Всё это происходило на скорости более 320 км/ч и из-за этого рейс ET961 всем левым бортом жёстко сел на поверхность воды, проскользил по ней несколько метров, разрушился на четыре части и ушёл под воду.
Из 175 человек на борту самолёта погибли 125 (6 членов экипажа (все бортпроводники) и 119 пассажиров), в том числе все 3 угонщика; многие пассажиры погибли в момент разрушения самолёта или утопления. Причиной многих утоплений стал тот факт, что некоторые пассажиры, несмотря на указания второго пилота и бортпроводников, надули спасательные жилеты до приводнения и впоследствии, когда самолёт погружался в воду, жилеты подняли их до потолка и они не смогли выбраться из ловушки. Остальные 50 человек — 6 членов экипажа (КВС, второй пилот, авиамеханик и 3 бортпроводника (Мескель, Тадесс и Лемлем)) и 44 пассажира — выжили, 4 из них не пострадали.
Среди погибших оказались:
- Мохамед Амин (англ. Mohamed Amin), известный кенийский телекорреспондент, распространявший фотографии голода в Эфиопии.
- Антал Аннуш (венг. Antal Annus), посол Венгрии в Кении.

### Спасательная операция
Сразу после катастрофы несколько лодок отправились с берега за помощью. Один из французских туристов, думая, что это часть авиашоу, запечатлел момент катастрофы на свою видеокамеру. Группа французских врачей, проживавших на Нгазидже, оказала помощь раненым.

## Расследование
Расследование причин катастрофы рейса ET961 проводило Агентство гражданской авиации Эфиопии (ECAA) при участии Отдела по расследованию авиационных происшествий Великобритании (AAIB).
Окончательный отчёт расследования ECAA был опубликован 4 мая 1998 года.

Следственный комитет установил, что причиной этой аварии было незаконное вмешательство угонщиков, что привело к потере тяги двигателей из-за выработки топлива.
Оригинальный текст (англ.)The Investigation Committee determines that the cause of this accident was unlawful interference by the hijackers which resulted in loss of engines thrust due to fuel exhaustion.

## Культурные аспекты
- Катастрофа рейса 961 Ethiopian Airlines показана в 3-м сезоне канадского документального телесериала Расследования авиакатастроф в серии Угон самолёта в Африке.
- Также она показана в американском документальном телесериале от «MSNBC» Почему разбиваются самолёты[англ.] (англ. Why Planes Crash) в серии Приготовиться к удару (англ. Brace For Impact).